# Dobrun
Dobrun est une commune roumaine située dans le județ d'Olt.